# معيد (الظهار)

تعديل مصدري - تعديل

معيد هي إحدى قرى عزلة انامر بمديرية الظهار التابعة لمحافظة إب، بلغ تعداد سكانها 717 نسمة حسب تعداد اليمن لعام 2004.